# 拓跋霄
拓跋霄（？—493年），原名飞龙，魏道武帝拓跋珪曾孙，涼州镇将、都督西戎诸军事、领护西域校尉、南平康王拓跋浑之子，北魏宗室、官员。

## 生平
拓跋霄承袭了父亲的爵位南平王，后被赐名霄，他身高九尺，腰带十围，言谈举止很有风度，贞洁出众，喜好直言规劝，朝廷大臣畏惧他。魏孝文帝元宏对拓跋霄特别地敬重，任命他担任宗正卿、右光祿大夫，下诏说：“自现在起上奏政事，各位大臣互相称呼可以说姓名，只有南平王一人可称他的封爵。”拓跋霄后升任左光禄大夫，在太和十七年（493年）二月去世，朝廷赐给入朝礼服一套、单衣一套、棺材一套、绢一千匹。魏孝文帝穿着緦麻丧服前往拓跋霄的丧地，悲哀感动左右，宴席不举乐，赠予拓跋霄卫将军、定州刺史，赐予帛五百匹，谥号安王。拓跋霄的儿子元纂继承了爵位。

## 家庭

### 父母
- 拓跋浑，北魏使持节、都督凉州及西戎诸军事、领护西域校尉、征西大将军、仪同三司、凉州刺史、南平康王[5]
- 南安姚氏，万年县君姚伯之次女[5]

### 妻妾
- 太原王氏，谥号恭妃[5]

### 儿子
- 元纂，北魏安北将军、平州刺史、南平王
- 元继，第二子，过继给江阳王拓跋根，北魏太师、司州牧、江阳武烈王
- 元倪，员外散骑侍郎
- 元安平
- 元罗侯，北魏昌平郡太守
- 元宣[6]
- 元长生，北魏通直散骑常侍[7]